# Чернеле
Чернеле (рум. Cernele) — село у повіті Долж в Румунії. Адміністративно підпорядковане місту Крайова.
Село розташоване на відстані 187 км на захід від Бухареста, 5 км на захід від Крайови.

## Населення
За даними перепису населення 2002 року у селі проживали 3419 осіб.
Національний склад населення села:
| Національність | Кількість осіб | Відсоток |
| -------------- | -------------- | -------- |
| румуни         | 3233           | 94,6%    |
| цигани         | 181            | 5,3%     |

Рідною мовою назвали:
| Мова      | Кількість осіб | Відсоток |
| --------- | -------------- | -------- |
| румунська | 3381           | 98,9%    |
| циганська | 36             | 1,1%     |